# سیارک ۱۲۷۴۷
سیارک ۱۲۷۴۷ (به انگلیسی: 12747 Michageffert، نامگذاری:1992YN2) دوازده هزار و هفتصد و چهل و هفتمین سیارک کشف شده‌است که در ۱۸ دسامبر ۱۹۹۲ کشف شد.
قدر مطلق سیارک برابر ۱۷.۸ است.